# Probopyrus markhami
Probopyrus markhami is een pissebed uit de familie Bopyridae. De wetenschappelijke naam van de soort is voor het eerst geldig gepubliceerd in 1996 door Rom n-Contreras.